# Dilborner Mühle
Die Dilborner Mühle ist eine Wassermühle in der Gemeinde Niederkrüchten, mit zeitweise zwei unterschlächtigen Wasserrädern.

## Geographie
Die Dilborner Mühle hat ihren Standort am Unterlauf der Schwalm im Ortsteil Overhetfeld in der Gemeinde Niederkrüchten im Kreis Viersen. Oberhalb liegt die Brüggener Mühle, unterhalb auf niederländischem Gebiet die Swalmener Mühle. Der Mühle vorgelagert ist ein kleiner Weiher, dessen Wasserspiegel bei 38 m über NN liegt. Sie ist die letzte Mühle auf deutscher Seite, die von der Schwalm mit Wasser versorgt wird.

## Geschichte
Mühle und Schloss Dilborn standen über Jahrhunderte in einem engen Zusammenhang. Dennoch trug die Dilborner Mühle früher den Namen „Elmpter Mühle“. So steht sie auch in der Tranchot-Karte von 1806 und in der Ferrariskarte 1771–1778.
Die Dilborner Mühle ist die einzige Mühle an der Schwalm, die zwei Wasserräder im Innern des  Mühlenhauses eingebaut hatte. Damit waren sie vor Witterungseinflüssen besser geschützt und konnten auch im Winter betrieben werden. Die Mühle wurde als Öl- und Kornmühle bis 1949 genutzt. Die Mahleinrichtung und ein Wasserrad sind noch vollständig erhalten. Das weitläufige Gelände um das Mühlengebäude herum wird ganzjährig als Campingplatz genutzt.

## Denkmaleintrag
Es handelt sich um einen Anfang bis Mitte des 19. Jh. erbauten zweigeschossigen Backsteinbau mit Mezzaningeschoss. Das Wohnhaus ist in den meisten Räumen mit Kölner Decken ausgestattet. Nur die Räume im Obergeschoss, die an den Mühlentrakt grenzen, besitzen keine Kölner Decken. Von der Treppe aus zugänglich ist eine Opkammer, die an der hinteren linken Seite des Wohntraktes liegt. Die Raumaufteilung ist original erhalten. Der Mühlentrakt ist wohl der ältere Teil des Backsteinbaus, in 4 Achsen mit klassizistischer Eingangstür mit Blausteingewände. Der Mühlentrakt ist tiefer in den Hofraum hineingezogen. Er ist in einem sehr guten Zustand.
Das gesamte dreizügige Mahlwerk ist vollständig erhalten, ebenso das Getriebe und die Nebengeräte. Die Stützsäulen und der gesamte Aufbau ähneln dem der Clörather Mühle. Der Dachstuhl über den beiden Gebäuden ist original erhalten. Im Dachraum sind auch die Reste zweier Kaminblöcke erhalten.
Das Wohnhaus nebst Mühlentrakt ist ein wichtiges Zeugnis für die Orts- und Siedlungsgeschichte sowie für die Geschichte des Menschen. Erhaltung und Nutzung liegen daher aus wissenschaftlichen, volkskundlichen und städtebaulichen Gründen im öffentlichen Interesse.
Denkmalliste Niederkrüchten Nr. 38, Eintrag: 19. Juni 1991

## Galerie

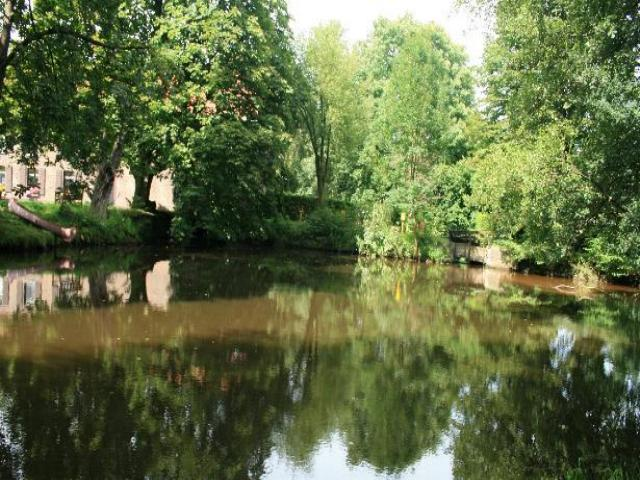
Mühlenweiher der Dilborner Mühle
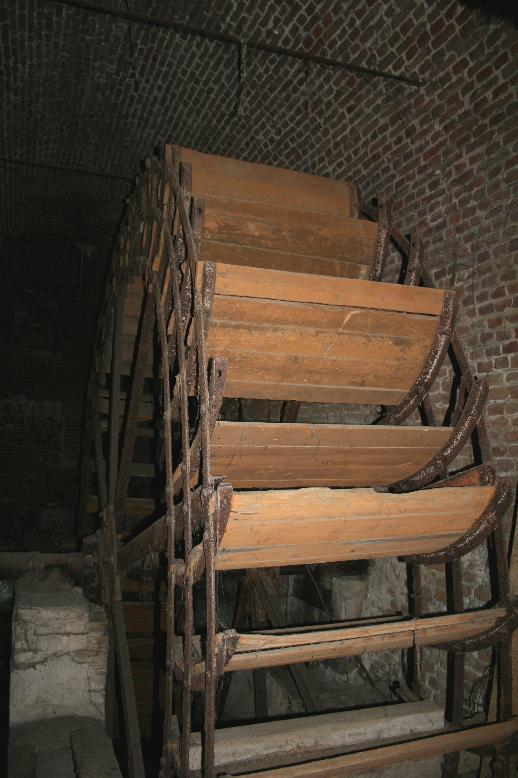
Das Wasserrad im Inneren des Gebäudes
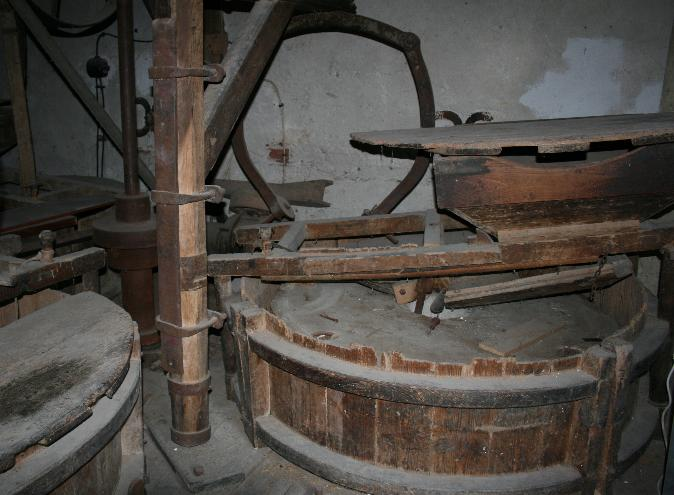
Gut erhaltene Mahleinrichtung
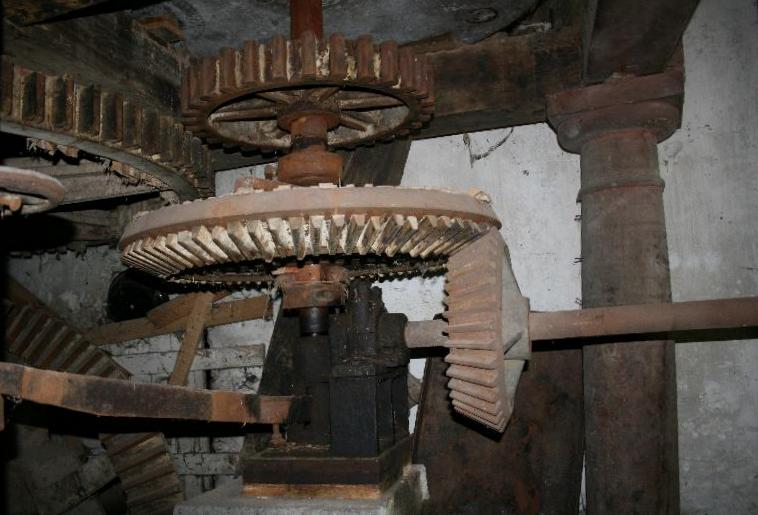
Antriebseinrichtung aus Eisen
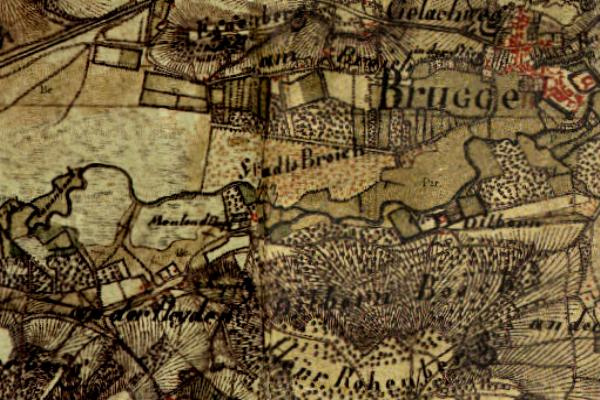
Tranchotkarte von 1806